# Deutscher Soldatenfriedhof Humin

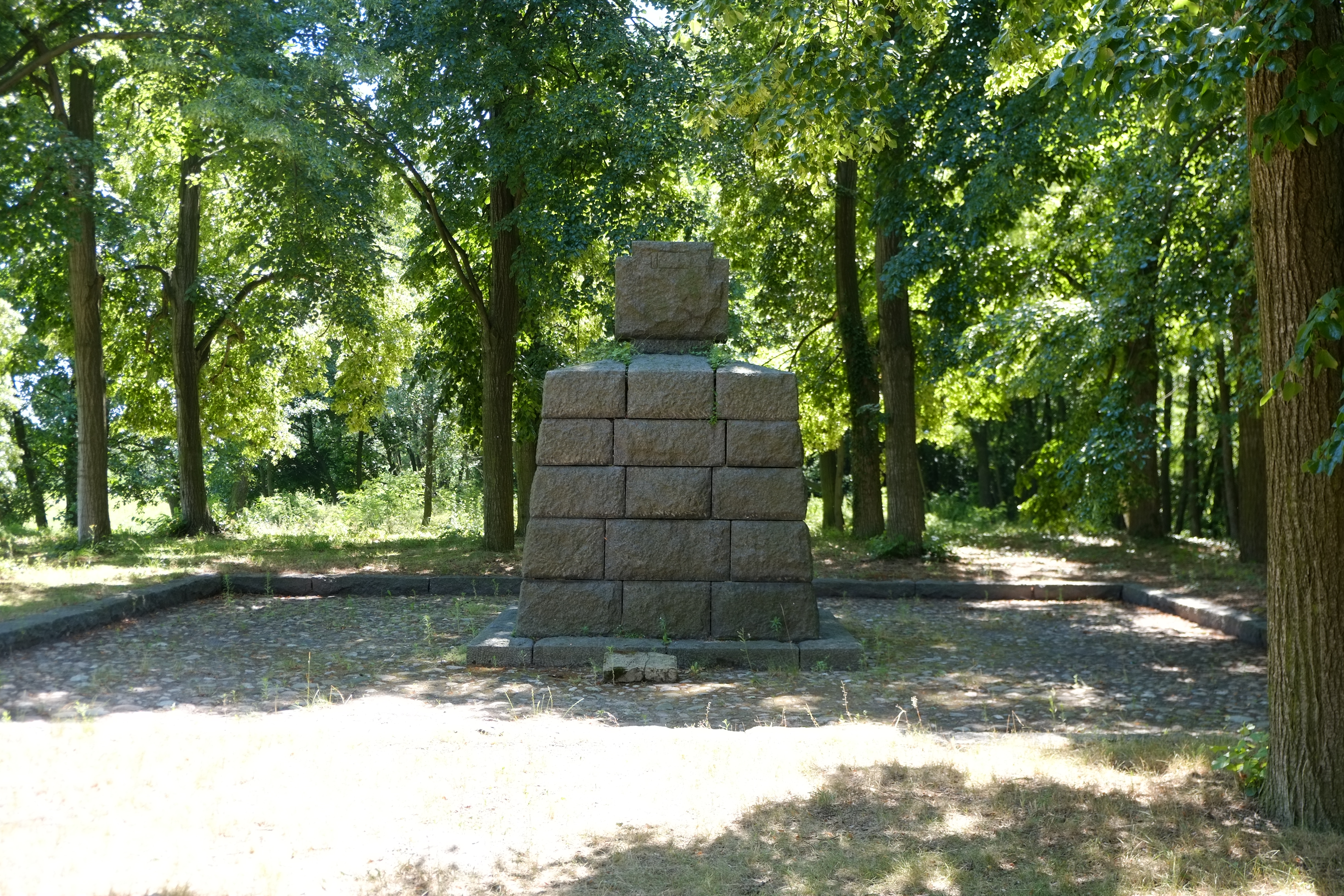
Deutscher Soldatenfriedhof Humin

Auf dem Deutschen Soldatenfriedhof Humin in der Ortsmitte von Humin in Polen ruhen deutsche und russische Soldaten des Ersten Weltkrieges. Sie sind allesamt Gefallene der Schlacht bei Humin.

## Beschreibung
Der Friedhof ist schon sehr stark verfallen. Er macht den Eindruck eines nicht fertiggestellten Massengrabes, das von einer u-förmigen Umfassungsmauer eingegrenzt wird. Der zentrale Obelisk wird von einem Kreuz gekrönt. Ein Epitaph ist nicht vorhanden. Die Anlage steht unter Denkmalschutz.

## Sonstiges
Hans-Dietrich Genscher besuchte im Januar 1988, während eines Besuches in Polen, den deutschen Soldatenfriedhof Humin und legte dort einen Kranz nieder.